# Ophthalmitis striatifera
Ophthalmitis striatifera är en fjärilsart som beskrevs av George Francis Hampson 1902. Ophthalmitis striatifera ingår i släktet Ophthalmitis och familjen mätare. Inga underarter finns listade i Catalogue of Life.